# Player's Canadian Open 1982
Player's International Canadian Open 1982 — тенісний турнір, що проходив на відкритих кортах з твердим покриттям. Чоловічий турнір відбувся в National Tennis Centre у Торонто (Канада) і належав до Volvo Grand Prix 1982, тоді як жіночий - у Jarry Park Stadium у Монреалі (Канада) в рамках Туру WTA 1982. Чоловічий турнір тривав з 9 серпня до 15 серпня 1982 року, жіночий - з 16 серпня до 22 серпня 1982 року.

## Фінальна частина

### Одиночний розряд, чоловіки
Вітас Ґерулайтіс —  Іван Лендл 4–6, 6–1, 6–3
- Для Герулайтіса це був 3-й титул за сезон і 29-й - за кар'єру.

### Одиночний розряд, жінки
Мартіна Навратілова —  Андреа Джегер 6–3, 7–5
- Для Навратілової це був 19-й титул за сезон і 140-й — за кар'єру.

### Парний розряд, чоловіки
Стів Дентон /  Марк Едмондсон —  Пітер Флемінг /  Джон Макінрой 6–7, 7–5, 6–2
- Для Дентона це був 5-й титул за сезон і 13-й - за кар'єру. Для Едмондсона це був 9-й титул за сезон і 28-й - за кар'єру.

### Парний розряд, жінки
Мартіна Навратілова /  Кенді Рейнолдс —  Барбара Поттер /  Шерон Волш 6–4, 6–4
- Для Навратілової це був 20-й титул за сезон і 141-й — за кар'єру. Для Рейнолдс 2-й титул за сезон і 7-й — за кар'єру.